# Arturo de Bretaña
Arturo de Bretaña (Arthur of the Britons en su título original) es una serie de televisión británica, emitida en la temporada 1972-1973.

## Argumento
En un tratamiento pretendidamente histórico, la serie recrea la vida del mítico rey Arturo, líder de las tribus celtas de la Alta Edad Media, en resistencia frente a la invasión anglosajona de Gran Bretaña. La serie prescinde de personajes y elementos clásicos del denominado ciclo artúrico, como la Mesa Redonda, Sir Lancelot o el Mago Merlín, y describe al personaje principal, exento de cualquier rasgo fantástico o mágico, como un hábil luchador y un astuto político.

## Reparto
- Oliver Tobias – Rey Arturo, Jefe de los Celtas
- Brian Blessed – Mark of Cornwall
- Michael Gothard – Kai
- Jack Watson – Llud the Silver-Handed
- Rupert Davies – Cerdig, Jefe de los Sajones
- Georg Marischka – Yorath, Jefe de los Jutos
- Gila von Weitershausen – Rowena
- Clive Revill – Rolf el Predicador
- Peter Stephens – Amlodd

## Lista de episodios
| - Arthur Is Dead - The Gift of Life - The Challenge - The Penitent Invader - People of the Plough - The Duel - The Pupil - Rolf the Preacher - Enemies and Lovers - The Slaves - The Wood People - The Prize | - The Swordsman - Rowena - The Prisoner - Some Saxon Women - Go Warily - The Marriage Feast - In Common Cause - Six Measures of Silver - Daughter of the King - The Games - The Treaty - The Girl from Rome |